# 2024년 더 베스트 FIFA 풋볼 어워드
2024년 더 베스트 FIFA 풋볼 어워드(The Best FIFA Football Awards 2024)는 2024년 12월 17일에 열린 국제 축구 연맹(FIFA)의 시상식이다.

## 변경 사항
FIFA 푸슈카시상은 2024년 이전까지 남녀 모두가 받을 수 있는 상이었으나, 2024년부터 브라질 여자 공격수 마르타의 이름을 딴 가장 뛰어난 골을 선정하는 FIFA 마르타상이 신설되어 기존 푸슈카시상은 남자 부문 상으로 변경되었다.
남자 및 여자 베스트 11은 2009년부터 FIFA와 같이 시상해온 FIFPRO 월드 베스트 11이 2024년부터 분리되어 형식과 배정 방식이 변경되었다. 이전에는 FIFA/FIFPRO가 월드 베스트 선수단(후보)을 선정하고, 투표를 통해 선수단 목록에서 베스트 11을 선정했다. 그러나 새로운 FIFA 베스트 11 선수단은 각 경기 포지션에 대한 후보 명단을 작성하고 최고의 골키퍼, 수비수, 미드필더, 공격수를 각각 따로 선정했으며, 올해 총 77명의 후보자가 지명되었다. 기존 베스트 11 선정 방식은 골키퍼를 제외한 각 포지션마다 가장 많은 표를 받은 3명의 선수를 선정하고 남은 한 자리는 선정되지 않은 선수 중에서 가장 많은 표를 득표한 선수가 선정되는 대신에, 새로운 베스트 11 선정 방식은 각 골키퍼 1명, 수비수·미드필더 3명, 공격수 2명을 먼저 선정하고 나머지 두 자리는 다음으로 많은 표를 받은 2명의 선수가 선정되는 방식이다. (단, 각 포지션에서 할당받을 수 있는 자리는 최대 수비수/미드필더 4명, 공격수 3명이다.) 추가적으로 팬 투표는 전문가 패널 투표와 동일한 가중치를 적용하여 베스트 11을 선정하는 데 반영된다.

## 수상자 및 후보자

### 남자 베스트 선수
2024년 11월 28일, 11명의 선수가 후보에 올랐다. 이후 3명으로 추려진 최종 후보는 12월 17일에 공개되었다.
올해의 남자 선수 선정 기준은 2023년 8월 21일부터 2024년 8월 10일까지의 기간 동안의 활약을 기준으로 한다.
비니시우스 주니오르가 48점을 받아 남자 베스트 선수상을 수상하였다.
| 순위              | 선수                | 클럽                        | 국적           | 득표 수        |
| 최종 후보 명단    | 최종 후보 명단      | 최종 후보 명단              | 최종 후보 명단 | 최종 후보 명단 |
| ----------------- | ------------------- | --------------------------- | -------------- | -------------- |
| 1위               | 비니시우스 주니오르 | 레알 마드리드               | 브라질         | 48             |
| 2위               | 로드리              | 맨체스터 시티               | 스페인         | 43             |
| 3위               | 주드 벨링엄         | 레알 마드리드               | 잉글랜드       | 37             |
| 그 외의 후보 명단 |                     |                             |                |                |
| 순위              | 선수                | 클럽                        | 국적           | 득표 수        |
| 4위               | 다니 카르바할       | 레알 마드리드               | 스페인         | 31             |
| 5위               | 라민 야말           | 바르셀로나                  | 스페인         | 30             |
| 6위               | 리오넬 메시         | 인터 마이애미               | 아르헨티나     | 25             |
| 7위               | 토니 크로스         | 레알 마드리드 (은퇴)        | 독일           | 18             |
| 8위               | 엘링 홀란           | 맨체스터 시티               | 노르웨이       | 18             |
| 9위               | 킬리안 음바페       | 파리 생제르맹 레알 마드리드 | 프랑스         | 14             |
| 10위              | 플로리안 비르츠     | 바이어 레버쿠젠             | 독일           | 8              |
| 11위              | 페데리코 발베르데   | 레알 마드리드               | 우루과이       | 4              |

### 남자 베스트 골키퍼
2024년 11월 27일, 7명의 선수가 후보에 올랐다.
에밀리아노 마르티네스가 26점을 받아 남자 베스트 골키퍼를 수상하였다.
| 순위              | 선수                  | 클럽            | 국적           | 득표 수        |
| 최종 후보 명단    | 최종 후보 명단        | 최종 후보 명단  | 최종 후보 명단 | 최종 후보 명단 |
| ----------------- | --------------------- | --------------- | -------------- | -------------- |
| 1위               | 에밀리아노 마르티네스 | 애스턴 빌라     | 아르헨티나     | 26             |
| 2위               | 에데르송              | 맨체스터 시티   | 브라질         | 16             |
| 3위               | 우나이 시몬           | 아틀레틱 빌바오 | 스페인         | 13             |
| 그 외의 후보 명단 |                       |                 |                |                |
| 순위              | 선수                  | 클럽            | 국적           | 득표 수        |
| 4위               | 안드리 루닌           | 레알 마드리드   | 우크라이나     | 11             |
| 5위               | 다비드 라야           | 아스널          | 스페인         | 5              |
| 6위               | 잔루이지 돈나룸마     | 파리 생제르맹   | 이탈리아       | 1              |
| 7위               | 마이크 메냥           | 밀란            | 프랑스         | 0              |

### 남자 베스트 감독
2024년 11월 28일, 5명의 감독이 후보에 올랐다.
카를로 안첼로티가 26점을 받아 남자 베스트 감독을 수상하였다.
| 순위              | 선수                | 클럽            | 득표 수        |
| 최종 후보 명단    | 최종 후보 명단      | 최종 후보 명단  | 최종 후보 명단 |
| ----------------- | ------------------- | --------------- | -------------- |
| 1위               | 카를로 안첼로티     | 레알 마드리드   | 26             |
| 2위               | 샤비 알론소         | 바이어 레버쿠젠 | 22             |
| 3위               | 펩 과르디올라       | 맨체스터 시티   | 10             |
| 그 외의 후보 명단 |                     |                 |                |
| 순위              | 선수                | 클럽            | 득표 수        |
| 4위               | 루이스 데 라 푸엔테 | 스페인          | 9              |
| 5위               | 리오넬 스칼로니     | 아르헨티나      | 5              |

### FIFA 푸슈카시상
2024년 11월 28일, 11명의 선수가 후보에 올랐다. 2023년 8월 21일부터 2024년 8월 10일까지 기록된 골을 기준으로 한다.
알레한드로 가르나초가 26점을 받아 푸슈카시상을 수상하였다.
| 1위  | 알레한드로 가르나초                                                  | 에버턴 - 맨체스터 유나이티드          | 프리미어리그 2023-24                 | 2023년 11월 26일 | 26 |
| 2위  | 야신 벤지아                                                          | 알제리 - 남아프리카 공화국            | 2024년 FIFA 시리즈                   | 2024년 3월 26일  | 22 |
| 3위  | 데니스 오메디                                                        | KCCA - 키타라                         | 2024 슈퍼 8                          | 2024년 8월 6일   | 16 |
| 4위  | 모하메드 쿠두스                                                      | 웨스트햄 유나이티드 - SC 프라이부르크 | 2023-24년 UEFA 유로파리그            | 2024년 3월 14일  | 13 |
| 5위  | 왈테르 부                                                            | 라누스 - 티그레                       | 2024 아르헨티나 프리메라 디비시온    | 2024년 8월 4일   | 13 |
| 6위  | 페데리코 디마르코                                                    | 인테르나치오날레 - 프로시노네         | 세리에 A 2023-24                     | 2023년 11월 12일 | 12 |
| 7위  | 제이든 필로진                                                        | 로더럼 유나이티드 - 헐 시티           | EFL 챔피언십 2023-24                 | 2024년 2월 13일  | 12 |
| 8위  | 테리 안토니스                                                        | 멜버른 시티 - 웨스턴 시드니 원더러스  | A리그 멘 2023-24                     | 2024년 3월 12일  | 8  |
| 9위  | [[파일:\|22x20px\|border \|온두라스\|링크=온두라스]] 마이클 치리노스 | 코스타리카 - 온두라스                 | 2024년 코파 아메리카 예선 플레이오프 | 2024년 3월 23일  | 7  |
| 10위 | 하산 알하이도스                                                      | 카타르 - 중국                         | 2023년 AFC 아시안컵                  | 2024년 1월 21일  | 7  |
| 11위 | 폴 오누아추                                                          | 트라브존스포르 - 코니아스포르         | 쉬페르리그 2023-24                   | 2023년 11월 10일 | 4  |

### 여자 베스트 선수
2024년 11월 28일, 16명의 선수가 후보에 올랐다.
올해의 여자 선수 선정 기준은 2023년 8월 21일부터 2024년 8월 10일까지의 기간 동안의 활약을 기준으로 한다.
아이타나 본마티가 52점을 받아 여자 베스트 선수를 수상하였다.
| 순위              | 선수                 | 클럽                        | 국적           | 득표 수        |
| 최종 후보 명단    | 최종 후보 명단       | 최종 후보 명단              | 최종 후보 명단 | 최종 후보 명단 |
| ----------------- | -------------------- | --------------------------- | -------------- | -------------- |
| 1위               | 아이타나 본마티      | 바르셀로나                  | 스페인         | 52             |
| 2위               | 바브라 반다          | 상하이 성리 올랜도 프라이드 | 잠비아         | 39             |
| 3위               | 카롤리네 그라함 한센 | 바르셀로나                  | 노르웨이       | 37             |
| 그 외의 후보 명단 |                      |                             |                |                |
| 순위              | 선수                 | 클럽                        | 국적           | 득표 수        |
| 4위               | 린지 호런            | 리옹                        | 미국           | 26             |
| 5위               | 루시 브론즈          | 바르셀로나 첼시             | 잉글랜드       | 23             |
| 6위               | 살마 파라유엘로      | 바르셀로나                  | 스페인         | 22             |
| 7위               | 타비타 차윙가        | 파리 생제르맹 리옹          | 말라위         | 20             |
| 8위               | 카디자 쇼            | 맨체스터 시티               | 자메이카       | 19             |
| 9위               | 오나 바틀레          | 바르셀로나                  | 스페인         | 19             |
| 10위              | 나오미 기르마        | 샌디에고 웨이브             | 미국           | 9              |
| 11위              | 마리오나 칼덴테이    | 바르셀로나 아스널           | 스페인         | 6              |
| 12위              | 소피아 스미스        | 포틀랜드 손스               | 미국           | 4              |
| 13위              | 케이라 월시          | 바르셀로나                  | 잉글랜드       | 1              |
| 14위              | 트리니티 로드먼      | 워싱턴 스피릿               | 미국           | 0              |
| 15위              | 맬러리 스완슨        | 시카고 레드 스타스          | 미국           | 0              |
| 16위              | 로렌 헴프            | 맨체스터 시티               | 잉글랜드       | 0              |

### 여자 베스트 골키퍼
2024년 11월 28일, 5명의 선수가 후보에 올랐다.
앨리사 네어가 26점을 받아 여자 베스트 골키퍼를 수상하였다.
| 순위              | 선수            | 클럽                              | 국적           | 득표 수        |
| 최종 후보 명단    | 최종 후보 명단  | 최종 후보 명단                    | 최종 후보 명단 | 최종 후보 명단 |
| ----------------- | --------------- | --------------------------------- | -------------- | -------------- |
| 1위               | 앨리사 네어     | 시카고 레드 스타스                | 미국           | 26             |
| 2위               | 카타 콜         | 바르셀로나                        | 스페인         | 22             |
| 3위               | 메리 어프스     | 맨체스터 유나이티드 파리 생제르맹 | 잉글랜드       | 11             |
| 그 외의 후보 명단 |                 |                                   |                |                |
| 순위              | 선수            | 클럽                              | 국적           | 득표 수        |
| 4위               | 안카트린 베르거 | 첼시 NJ/NY 고섬                   | 독일           | 9              |
| 5위               | 야마시타 아야카 | INAC 고베 레오네사 맨체스터 시티  | 일본           | 4              |

### 여자 베스트 감독
2024년 11월 28일, 8명의 감독이 후보에 올랐다.
에마 헤이스가 23점을 받아 여자 베스트 감독을 수상하였다.
| 순위              | 선수              | 클럽                     | 득표 수        |
| 최종 후보 명단    | 최종 후보 명단    | 최종 후보 명단           | 최종 후보 명단 |
| ----------------- | ----------------- | ------------------------ | -------------- |
| 1위               | 에마 헤이스       | 첼시 · 미국              | 23             |
| 2위               | 호나탄 히랄데스   | 바르셀로나 워싱턴 스피릿 | 20             |
| 3위               | 아르투르 엘리아스 | 코린치앙스 · 브라질      | 13             |
| 그 외의 후보 명단 |                   |                          |                |
| 순위              | 선수              | 클럽                     | 득표 수        |
| 4위               | 소니아 봉파스토르 | 리옹 첼시                | 12             |
| 5위               | 이케다 후토시     | 일본                     | 2              |
| 6위               | 엘레나 사디쿠     | 셀틱                     | 2              |
| 7위               | 가레스 테일러     | 맨체스터 시티            | 0              |
| 8위               | 상드린 수베랑     | 파리 FC                  | 0              |

### FIFA 마르타상
2024년 11월 28일, 11명의 선수가 후보에 올랐다.
마르타가 22점을 받아 마르타상의 초대 수상자가 되었다.
| 1위  | 마르타            | 브라질 - 자메이카             | 친선 경기                              | 2024년 6월 1일   | 22 |
| 2위  | 아시사트 오쇼알라 | 바르셀로나 - 벤피카           | 2023-24년 UEFA 여자 챔피언스리그       | 2023년 11월 14일 | 20 |
| 3위  | 사키나 카르샤위   | 프랑스 - 스웨덴               | UEFA 여자 유로 2025 예선               | 2024년 7월 12일  | 16 |
| 4위  | 주세피나 모라카   | 라치오 - 볼로냐               | 세리에 B 2023-24                       | 2023년 10월 15일 | 15 |
| 5위  | 마이라 펠라요     | 미국 - 멕시코                 | 2024년 CONCACAF W 골드컵               | 2024년 2월 27일  | 12 |
| 6위  | 파울리나 크룸비겔 | MSV 뒤스부르크 - TSG 호펜하임 | 프라우엔-분데스리가 2023-24            | 2024년 2월 2일   | 12 |
| 7위  | 델핀 카스카리노   | 리옹 - 벤피카                 | 2023-24년 UEFA 여자 챔피언스리그       | 2024년 3월 27일  | 10 |
| 8위  | 베스 미드         | 아스널 - 웨스트햄 유나이티드  | FA 여자 슈퍼리그 2023-24               | 2023년 11월 26일 | 9  |
| 9위  | 마리나 헤게링     | SGS 에센 - 볼프스부르크       | 프라우엔-분데스리가 2023-24            | 2024년 1월 29일  | 9  |
| 10위 | 트리니티 로드먼   | 미국 - 일본                   | 2024년 하계 올림픽                     | 2024년 8월 3일   | 9  |
| 11위 | 니나 마테이치     | 세르비아 U-19 - 잉글랜드 U-19 | 2024년 UEFA U-19 여자 축구 선수권 대회 | 2024년 7월 17일  | 6  |

### FIFA 팬상
이 상은 우승, 성별, 국적 등에 관계없이 2023년 8월부터 2024년 8월까지 최고의 팬들의 순간이나 제스처를 기념하는 상이다. 최종 후보들은 FIFA 전문가 패널에 의해 선정되었다.
| 순위 | 팬                     | 선정 이유 | 득표 수 | 득표율 |
| ---- | ---------------------- | --- | ------- | ------ |
| 1위  | 길례르미 간드라 모우라 | 수포성 표피박리증으로 인한 혼수상태에서 깨어난 뒤 자신의 우상인 가브리에우 페키를 만난 어린 팬.                                                  |         |        |
| 2위  | 호세 아르만도          | 좋아하는 선수들을 만나보지 못한 채 백혈병으로 사망한 10대 크루스 아술 팬.                                                                        |         |        |
| 3위  | 크레이그 퍼거슨        | 자선 기금을 모으기 위해 UEFA 유로 2024를 앞두고 글래스고에서 뮌헨까지 1,600km 이상을 걸었던 스코틀랜드 팬은 거의 £80,000를 모으는 데 성공하였다. |         |        |

### FIFA 페어 플레이상
페어 플레이상은 전문가 패널에 의해 결정되었다. 브라질의 축구 선수 치아구 마이아가 페어 플레이상을 수상하였다.
| 수상자        | 선정 이유                                                                                      |
| ------------- | ---------------------------------------------------------------------------------------------- |
| 치아구 마이아 | 2024년 히우그란지두술 홍수 당시 그는 이타심을 발휘하여 한 노인 여성의 대피를 돕는 모습을 보임. |

### FIFA 월드 11 (FIFA World11)
2024년 11월 28일, 77명의 선수가 후보로 지명되었다.
등록된 모든 FIFA.com 사용자들은 2024년 12월 10일, FIFPRO 월드 11이 발표된 다음 날까지 공개 투표에 참여할 수 있었다.
| 선수                  | 소속 클럽            |
| 골키퍼                | 골키퍼               |
| --------------------- | -------------------- |
| 에밀리아노 마르티네스 | 애스턴 빌라          |
| 수비수                |                      |
| 다니 카르바할         | 레알 마드리드        |
| 안토니오 뤼디거       | 레알 마드리드        |
| 후벵 디아스           | 맨체스터 시티        |
| 윌리암 살리바         | 아스널               |
| 미드필더              |                      |
| 주드 벨링엄           | 레알 마드리드        |
| 로드리                | 맨체스터 시티        |
| 토니 크로스           | 레알 마드리드 (은퇴) |
| 공격수                |                      |
| 라민 야말             | 바르셀로나           |
| 엘링 홀란             | 맨체스터 시티        |
| 비니시우스 주니오르   | 레알 마드리드        |